# Landgericht Görlitz

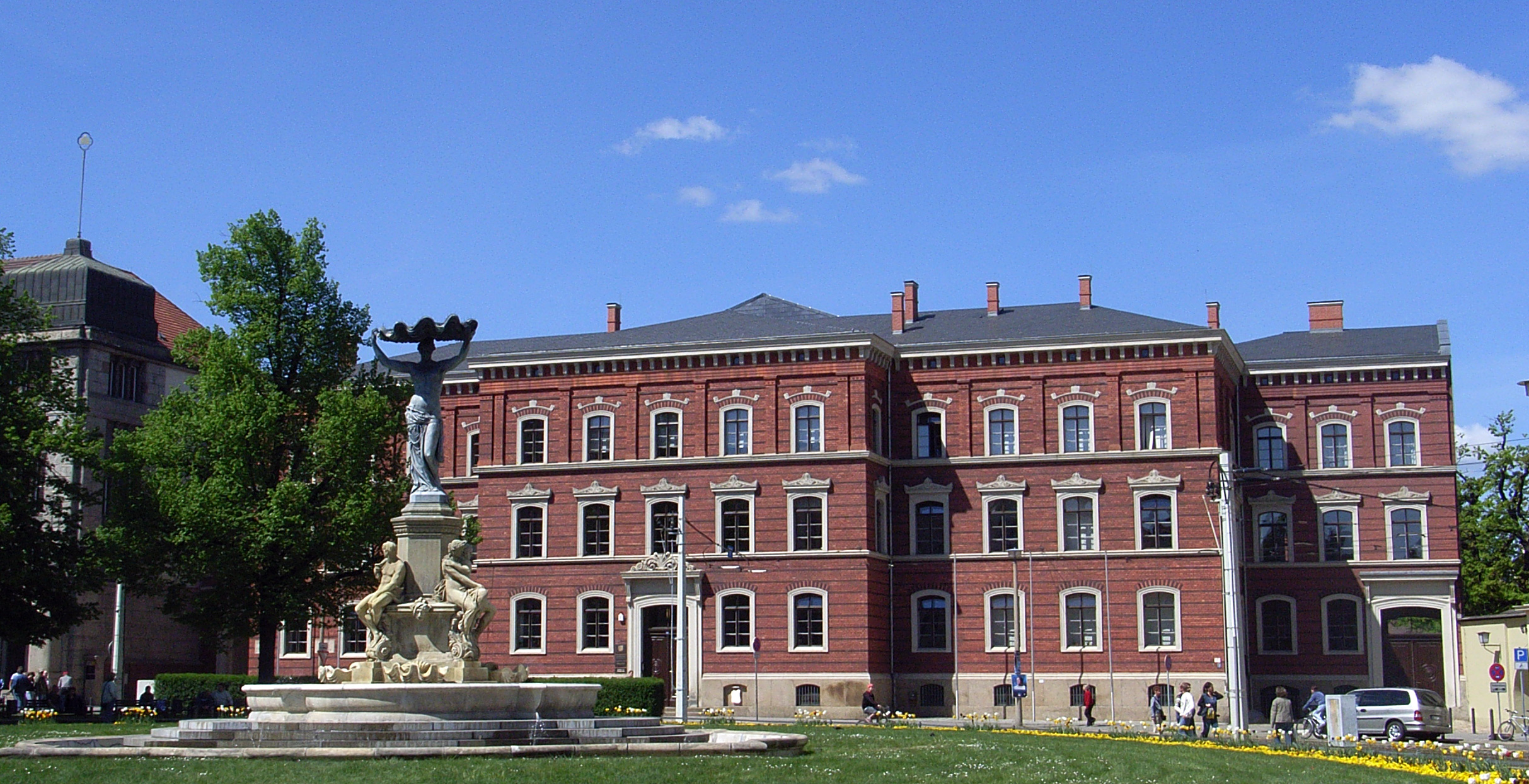
Sitz des Amts- und Landgerichtes am Postplatz (2007)

Das Landgericht Görlitz ist ein Gericht der ordentlichen Gerichtsbarkeit im Bezirk des Oberlandesgerichtes Dresden. Es bestand von 1879 bis 1951 und wurde 1993 wiedererrichtet.
Das Landgericht (LG) hat seinen Sitz in Görlitz der Kreisstadt des sächsischen Landkreises Görlitz.
Ihm ist das Oberlandesgericht Dresden, diesem der Bundesgerichtshof in Karlsruhe übergeordnet. Präsident des Gerichtes war seit 1. Januar 2008 Friedrich-Leopold Graf zu Stolberg-Stolberg, sein Nachfolger ist ab 1. Juni 2025 Thomas Fresemann. Zum Bezirk des Landgerichtes Görlitz gehören die Amtsgerichte Bautzen, Görlitz, Hoyerswerda, Kamenz, Weißwasser und Zittau.

## Geschichte
Das königlich preußische Landgericht Görlitz wurde mit Wirkung zum 1. Oktober 1879 als eines von 14 Landgerichten im Bezirk des Oberlandesgerichtes Breslau gebildet. Der Sitz des Gerichtes war Görlitz. Das Landgericht war danach für die Kreise Görlitz (Stadt), Görlitz (Land), Lauban, Rothenburg und Hoyerswerda zuständig. Ihm waren zehn Amtsgerichte zugeordnet: Görlitz, Hoyerswerda, Lauban, Marklissa, Muskau, Niesky. Reichenbach/O.L., Rothenburg/O.L., Ruhland und Seidenberg.
Im Jahre 1945 wurden die östlichen Teile des Landgerichtsbezirkes unter polnische Verwaltung gestellt und die deutschen Einwohner vertrieben. Ein Jahr später wurde das Land Preußen durch die Siegermächte auch formal aufgelöst. Der in der Sowjetischen Besatzungszone (SBZ) verbliebene Teil der Provinz Schlesien und des Landgerichtsbezirkes Görlitz wurde Teil des Landes Sachsen. Da Breslau nun auch in Polen lag, wurde das Landgericht Görlitz dem Oberlandesgericht Dresden zugeordnet. Im Laufe des Krieges waren zudem einige Amtsgerichte aufgehoben oder in Zweigstellen umgewandelt worden. Damit bestanden im Gerichtsbezirk zum 1. Juli 1947 folgende Amtsgerichte: Görlitz, Niesky, Rothenburg
(Lausitz) (G) und Weißwasser (Z = Zweigstelle, G = auf Gerichtstage begrenzt). Mit der Verordnung zur Änderung von Gerichtsbezirken im Lande Sachsen vom 5. Mai 1951 wurden die Gerichtsbezirke in der DDR an die Landkreise angepasst. In diesem Zusammenhang wurde das Landgericht Görlitz aufgehoben. Nach dem Zusammenbruch der DDR wurde es 1993 wiedererrichtet. Gemäß dem Sächsischen Standortegesetz (SächsStOG) vom 27. Januar 2012 gehören seit dem 1. Januar 2013 auch die Amtsgerichte Bautzen, Hoyerswerda und Kamenz zum Landgerichtsbezirk Görlitz. Das ehemalige Landgericht Bautzen wird als Außenkammer weiter unterhalten. Die Aufgaben des ehemaligen Amtsgerichtes Löbau, das ebenfalls dem Landgericht Görlitz unterstellt war, übernahm das Amtsgericht Zittau.

## Landesarbeitsgericht Görlitz
Gemäß Arbeitsgerichtsgesetz vom 23. Dezember 1926 wurden in Deutschland Arbeitsgerichte gebildet. Diese waren nur in der ersten Instanz unabhängig, die Landesarbeitsgerichte waren den Landgerichten zugeordnet. Am Landgericht Görlitz entstand so 1927 das Landesarbeitsgericht Görlitz als eines von drei Landesarbeitsgericht im Bezirk des Oberlandesgerichtes Breslau. Dem Landesarbeitsgericht Görlitz waren folgende Arbeitsgerichte zugeteilt: Arbeitsgericht Bunzlau, Arbeitsgericht Görlitz, Arbeitsgericht Hirschberg, Arbeitsgericht Hoyerswerda, Arbeitsgericht Lauban, Arbeitsgericht Sagan und Arbeitsgericht Weißwasser. Nach der Besetzung Deutschlands durch die Alliierten wurden 1945 zunächst alle Gerichte geschlossen. Die ordentlichen Gerichte wurden schon bald wieder eröffnet, während die Arbeitsgerichte zunächst, außer in Hamburg, nicht wieder eingerichtet wurden, so dass arbeitsgerichtliche Streitigkeiten von den ordentlichen Gerichten erledigt werden mussten. Gemäß Kontrollratsgesetz 21 sollten in Deutschland Arbeitsgerichte aufgebaut werden. Für das Land Sachsen entstand ein einheitliches Landesarbeitsgericht, in Görlitz wurde kein neues Landesarbeitsgericht gebildet.

## Richter
- Max Landois (1908–1913)
- Konrad Rensch (1918–1925)
- Friedrich-Leopold Graf zu Stolberg-Stolberg, von 2008 bis 2025 (Präsident)